# Parafia Najświętszej Maryi Panny Królowej Polski w Żulinie
Parafia Najświętszej Maryi Panny Królowej Polski w Żulinie – parafia rzymskokatolicka znajdująca się w archidiecezji lubelskiej, w dekanacie Krasnystaw – Zachód.

## Historia
Od XV wieku istniała w Żulinie parafia prawosławna pod wezwaniem Narodzenia Najświętszej Bogurodzicy, po podpisaniu unii brzeskiej przekształcona na unicką parafię Najświętszej Maryi Panny i św. Onufrego. Parafia posiadała nadania od miejscowych właścicieli majątku, potwierdzone w 1797 przez hrabiego Kazimierza Krasińskiego. Po likwidacji unii w 1875 parafię unicką przekształcono ponownie w prawosławną. Około 1900 powstał cmentarz grzebalny. Przed 1907 wzniesiona została nowa drewniany kościół Najświętszej Maryi Panny Królowej Polski w Żulinie, służący do dziś.
W 1923 roku miejscowości Żulin i Wola Żulińska zostały terytorialnie włączone do parafii w Borowicy. Po zakończeniu II wojny światowej świątynię prawosławną w Żulinie przekazano katolikom. Wówczas biskup lubelski Stefan Wyszyński na mocy dekretu z 20 listopada 1947 przeniósł parafię z Borowicy do Żulina (odtąd nosiła ona nazwę Żulin-Borowica). W 1964 kościół filialny w Borowicy stał się na nowo samodzielnym ośrodkiem duszpasterskim, zaś w 1988 oddzielną parafią.
Aktualnie parafia Żulin znajduje się na granicy trzech gmin (Krasnystaw, Łopiennik Górny, Rejowiec) i obejmuje miejscowości: Czechów Kąt, Elżbiecin, Józefów, Wola Żulińska, Zagrody i Żulin. W październiku 2016 liczba wiernych w parafii wynosiła 912 osób.